# Corrado Kurzbold
Corrado, detto Kurzbold (890 ca. – 30 giugno 948), fu conte di Niederlahngau, di Wormsgau, di Ahrgau e di Lobdengau.

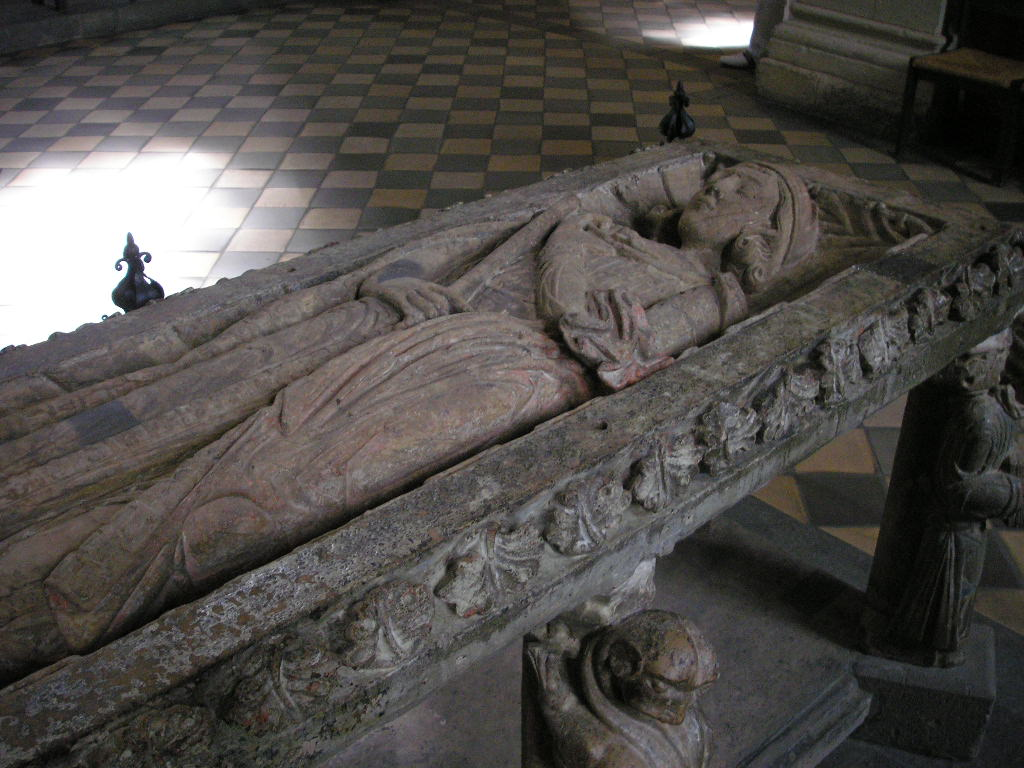
Monumento funebre di Corrado Kurzbold, conservato nella cattedrale di Limburgo.

Il suo soprannome è una parola composta dai termini alto-tedeschi kurz, "basso", probabilmente perché aveva una bassa statura rispetto a quella degli aristocratici della sua epoca, e bald, "audace", per il coraggio dimostrato in battaglia.

## Biografia
I genitori di Corrado erano il conte di Niederlahngau Eberardo e sua moglie Viltrude, figlia del conte di Wormsgau Guarniero IV. Apparteneva dunque alla dinastia dei Corradinidi. Presumibilmente crebbe nel ducato di Franconia. Nel 902, dopo la morte del marito, Viltrude e i suoi figli fuggirono nel Lahn inferiore, nel territorio dei fratelli Eberardo. Corrado ereditò il titolo comitale sul Niederlahngau dal padre, ma riuscì a rivendicare solo una parte dei possessi paterni nelle regioni circostanti. Corrado viene menzionato per la prima volta il 10 febbraio 910, quando Ludovico il Fanciullo gli concesse una curtis per finanziare, in un'area nota come Lintburk o Lintpurc, la creazione di una canonica e la costruzione di una chiesa collegiata dedicata a San Giorgio, attorno alla quale si sviluppò la città di Limburg an der Lahn. Mantenne la sua posizione anche dopo l'elezione a re di Germania del cugino Corrado I di Franconia, che gli assegnò alcuni compiti giudiziari. Alla morte di quest'ultimo, Corrado ebbe un buon rapporto anche con i sovrani liudolfingi Enrico I e Ottone I, anche se sotto il primo sembra non aver esercitato le stesse mansioni che gli aveva assegnato il cugino. Nel 927 gli vennero affidate le contee di Ahrgau e di Lobdengau, alle quali si aggiunse nel 932 la contea di Wormsgau.
Corrado, insieme al cugino Odo di Wetterau, è ricordato soprattutto per la sua vittoria nella battaglia di Andernach il 2 ottobre 939 contro i duchi Eberardo di Franconia (anch'egli suo cugino, fratello di Corrado I) e Gilberto di Lotaringia, che si erano ribellati contro Ottone I. I due ribelli avevano razziato e saccheggiato le contee dei due leali Corradinidi, che li inseguirono e li attaccarono con le proprie forze armate quando la maggior parte del loro esercito aveva già attraversato il Reno ad Andernach. Eberardo cadde in battaglia, mentre Gilberto annegò nel Reno nel tentativo di fuggire. Secondo le Cronache di San Gallo, Corrado, a capo di venti soldati, sorprese i due ribelli mentre giocavano a scacchi sulla pianura (forse una metafora per indicare che stavano muovendo strategicamente il proprio esercito?): egli, con un colpo di lancia, affogò Gilberto nel fiume, mentre uccise con la spada Eberardo sulla riva del fiume dopo averlo accusato di leggerezza.
Come ringraziamento, Ottone I donò a Corrado dei beni per la collegiata da lui fondata, che successivamente divenne il duomo di Limburgo.
Corrado morì, secondo quando riportano gli Annali di Fulda, il 30 giugno 948 e fu sepolto al centro del coro della cattedrale di San Giorgio di Limburgo. Alla sua morte la contea di Niederlahngau fu ereditata da suo fratello, mentre il cugino Corrado il Rosso gli successe come conte di Wormsgau.

## Il mito di Corrado

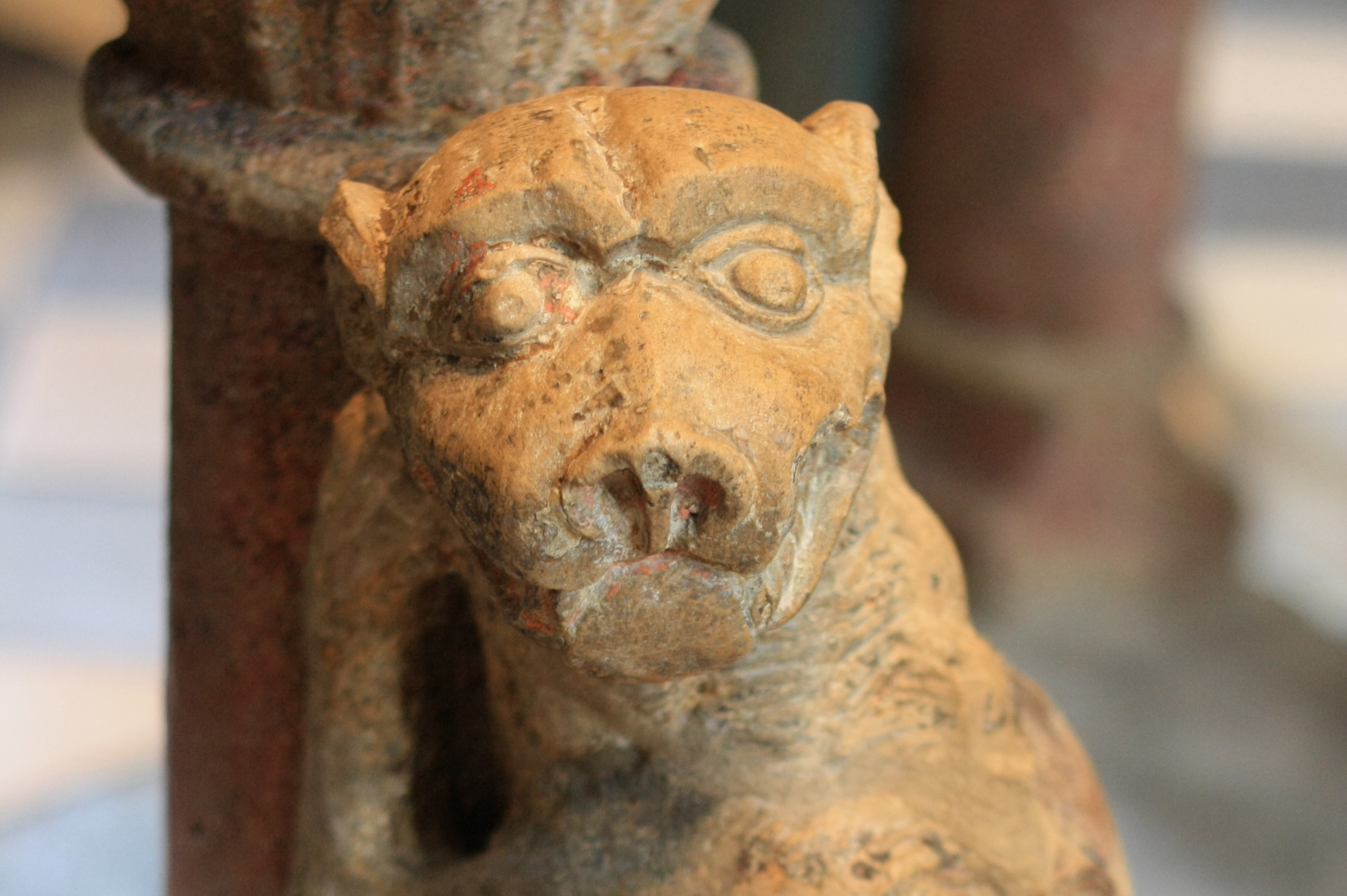
Uno dei leoni della tomba di Corrado Kurzbold.

A causa delle sue imprese militari e della sua bassa statura, Corrado divenne una figura leggendaria. Quasi un secolo dopo la sua morte, Eccardo IV di San Gallo riporta un episodio in cui uccise un enorme slavo vanaglorioso con una lancia come un novello Davide, solo che usò nell'atto una lancia anziché una pietra. Un altro episodio avvenne quando mentre era in viaggio con Enrico I uccise un leone che si era liberato dalla gabbia prima ancora che il re riuscisse a estrarre la spada.
Inoltre, Eccardo racconta in maniera criptica che Corrado provasse disgusto per le donne e le mele, tanto che se durante uno dei suoi viaggi avesse incontrato l'una o l'altra, non voleva sostare nei loro pressi. Lo storico Wolf-Heino Struck ha attribuito a questa espressione un significato metaforico, asserendo che lo storiografo intendesse che Corrado rimase celibe più a lungo della media e fosse un sostenitore del celibato anche per i chierichi. Infatti, secondo quest'interpretazione del testo di Eccardo, Corrado avrebbe avvertito la relazione di un consacrato con una donna come una vera e propria caduta nel peccato, giustificando così il riferimento alla mela, simbolo per eccellenza del peccato originale.

## Sepoltura e commemorazioni
A seguito delle modifiche apportate alla liturgia dal Concilio Vaticano II, la tomba di Corrado, realizzata nel 1235, fu inizialmente trasferita nel matroneo del duomo di Limburgo prima di trovare la sua posizione definitiva nel transetto nord. Il piano del tavolo della tomba è scolpito come una bara aperta. La figura mostra Corrado avvolto in foglie di acanto all'età di circa 30 anni, una palese allusione cristologica in onore del fondatore. I piedi della tomba da tavolo poggiano su una piastra del pavimento, sotto la quale si trovano le ossa del defunto. Ogni 30 giugno, in occasione dell'anniversario della sua morte, si tiene una messa nel duomo di Limburgo per commemorare il fondatore, per il quale, però, non è mai stato avviato un processo di beatificazione.